# Divoká karta (film)
Divoká karta (v anglickém originále Wild Card) je americký akční filmový thriller z roku 2015, který režíroval Simon West a ve kterém hrají Jason Statham, Michael Angarano, Milo Ventimiglia, Dominik Garcia-Lorido, Anne Heche a Sofia Vergara. Film byl natočen podle románu Heat Williama Goldmana z roku 1985 a je remakem filmové adaptace Žár z roku 1986, v níž hrál Burt Reynolds. Dne 30. ledna 2015 byl film uveden ve Spojených státech v omezené distribuci a prostřednictvím videa na vyžádání.
Film s rozpočtem 30 milionů dolarů získal negativní recenze a byla kasovní propadákem, neboť celosvětově utržil pouze 6,7 milionu dolarů.

## Děj
Nick Wild je bývalý hazardní hráč, který se živí jako osobní strážce v Las Vegas. Přijme zakázku od mladého milionáře Cyruse Kinnicka, jenž chce ochranku když bude hrát. V restauraci mu servírka Roxy předá vzkaz od známé Holly, která mu vypráví, že ji brutálně znásilnil gangster Danny DeMarco s dvěma kumpány. Holly chce znát jejich identitu, aby je mohla žalovat.
Nick vypátrá DeMarca a jeho muže v hotelu Golden Nugget, přemůže je a sváže. Zavolá Holly, která zvažuje, že DeMarca vykastruje, ale nakonec si vezme 50 tisíc dolarů a odejde. Peníze si rozdělí s Nickem a Holly odjíždí z města.
Nick vezme Cyruse do kasina, kde v blackjacku vyhraje přes půl milionu dolarů, ale poté vše vsadí a prohraje. Ráno Cyrus nabídne Nickovi půl milionu a letenku na Korsiku jako poděkování, Nick odmítá. Později Nick napadne DeMarcovy muže, kteří ho mají odvézt ke svému šéfovi.
Boss mafie Baby konfrontuje Nicka a DeMarca, který tvrdí, že Nick zabil jeho muže kvůli penězům. Nick řekne pravdu a tvrdí, že DeMarco má zranění na penisu – DeMarco odmítá důkaz ukázat a odchází.
V restauraci se znovu objeví DeMarco s kumpány. Cyrus začne zpívat, aby Nick mohl utéct. Nick se rozhodne neutéct a všechny útočníky zabije za restaurací. Poté přijímá Cyrusovu nabídku a odjíždí z Las Vegas.

## Obsazení
- Jason Statham jako Nick Wild
- Michael Angarano jako Cyrus Kinnick
- Milo Ventimiglia jako Danny DeMarco
- Dominik Garcia-Lorido jako Holly
- Anne Heche jako Roxy
- Sofía Vergara jako D.D.
- Max Casella jako Osgood
- Jason Alexander jako Pinchus "Pinky" Zion
- Francois Vincentelli jako Benny
- Daviena McFadden jako Millicent
- Chris Browning jako Tiel
- Matthew Willig jako Kinlaw
- Greice Santo jako servírka
- Hope Davis jako Cassandra
- Stanley Tucci jako "Baby"
- Michael Papajohn jako Pit Boss
- Lara Grice jako doktorka